# 65001 Теодореску
65001 Теодореску (65001 Teodorescu) — астероїд головного поясу, відкритий 9 січня 2002 року.
Тіссеранів параметр щодо Юпітера — 3,180.